# Une gueule en or
Pour plus de détails, voir Fiche technique et Distribution.
Une gueule en or est un film français réalisé par Pierre Colombier, sorti en 1936.

## Synopsis
Un homme laid veut être aimé pour lui-même. Au moyen de la chirurgie esthétique, il se fait faire une "gueule en or". Il espère s'assurer ainsi la fidélité de sa maîtresse. Mais sa femme qui l'aime se venge en annonçant partout qu'il est décédé et comme personne ne le reconnaît. Quand la vengeance a assez duré, ils retombent dans les bras l'un de l'autre.

## Fiche technique
- Titre : Une gueule en or
- Réalisation : Pierre Colombier
- Assistant-réalisateur :  Madeleine Lefèvre
- Scénario et dialogues : Yves Mirande
- Photographie : Robert Le Febvre
- Cadreur : René Ribault
- Assistant-opérateur : Léon Bellet
- Montage : Jean Pouzet
- Musique : Marcel Lattès
- Décors : Jacques Colombier
- Son : Robert Teisseire
- Producteurs : Antoine de Rouvre, Hubert Bourlon, Jacques Schwob d'Héricourt
- Directeur de production : Jean Erard
- Société de production : Société des Films Véga
- Société de distribution : Compagnie Française Cinématographique (CFC), Filma (Belgique)
- Pays de production :  France
- Langue de tournage : Français
- Format : Noir et blanc — 35 mm — 1,37:1 — Son : Mono
- Genre : Comédie dramatique
- Durée : 100 minutes (1 h 40)
- Date de sortie : 
  - France : 16 juin 1936

## Distribution
- Lucien Baroux : Le marquis de Barfleur, un homme laid qui a recours à la chirurgie esthétique pour s'assurer de la fidélité de sa maîtresse
- Betty Stockfeld : La marquise de Barfleur, son épouse qui l'aime
- Colette Darfeuil : Colette, la maîtresse du marquis
- Charles Dechamps : Le comte de Tonkedec
- Jean Tissier : Le chirurgien esthétique
- Viviane Romance
- Anthony Gildès : le domestique
- Maurice Maillot : le gigolo
- Jean Dax : le commissaire des jeux
- Doumel : le barman
- Charlotte Lysès : La mère de la marquise
- Arlette Dubreuil : Arlette
- Madeleine Suffel : Clara
- Pierre Piérade
- Lily Sellier
- Georges Bever
- Lucien Callamand
- Georges Paulais
- Léonce Corne
- Léon Arvel
- Gustave Hamilton
- Henry Bonvallet
- Pierre Athon
- Georges Hubert